# Le Temps et l'Écume
Le Temps et l’Écume (tijd en schuim) is een compositie van Gérard Grisey uit 1988 / 1989.

## Toelichting
Grisey heeft les gehad van zowel Karlheinz Stockhausen als Olivier Messiaen en heeft veel tijd gespendeerd aan elektronische muziek door studies aan bijvoorbeeld het IRCAM. Daarbij werd de muziek geheel ontleed. Door computertechnologie kon men steeds meer analyseren, waarom iets klonk zoals het klonk. Daarbij groeide ook de fascinatie voor het gebruik van elektronica in die muziek.
Temps (tijd)In dit werk zet Grisey het gevoel voor tijd van drie verschillende levende wezens in één compositie neer, zonder dat er een programma voor het werk is. Het is als het ware een abstracte weergave van een concreet gegeven, dan wel andersom. Als basis dient het verschil in tijdsbeleving van de walvissoorten, mensen en insecten (ook wel met vogels aangeduid).
Écume (schuim)De muziek klinkt als licht dat schijnt door een zeer dichte mist; alles is diffuus of juist extreem hel.

## Muziek
Het werk is geschreven in één deel. Van orkestratie is eigenlijk geen sprake. De muziekinstrumenten van het kamerorkest worden niet in de klassieke manier gebruikt, maar puur vanwege de weergave van het gevoel; als een soort machines.

### Orkestratie
- 4 slagwerkers
- 2 synthesizers
- 4 violen; 2 altviolen; 2 celli, 2 contrabassen
- 2 dwarsfluiten; 2 hobos, 2 klarinetten, 1 basklarinet, 2 fagotten, 1 contrafagot
- 2 hoorn, 2 trompetten, 2 trombones.

### Klank
De muziek begint in het lage register; het zijn de geluiden van de walvisachtigen die de toon zetten voor dit werk en het momentum geven. Langzaamaan stijgt het geluidsvolume en worden de uiterst trage lage geluiden begeleid door slagwerk, dat hier klinkt alsof een bromfiets stationair draait. Meer en meer stemmen worden toegevoegd in een wat normaler tempo (de mens?); ook de toonhoogte wordt aangepast. Later volgt het hogere register, de insecten / vogels, waarbij een gelijkenis met de muziek van Messiaen opvalt. Messiaen heeft talloze composities geschreven waarin hij vogelgeluiden overgezet heeft naar muziekinstrumenten. De muziek blijft het gehele werk maatloos, zonder bedoelde harmonie en melodie. Het lijkt een hoog toevalsgehalte te hebben maar is niet aleatorisch. Het dynamisch bereik is enorm. De pianissimo-passages in het begin zijn nauwelijks waarneembaar; het middengedeelte is zo forte en schelklinkend dat de afzonderlijke klanken van de instrumenten opgaan in geluidsgolven die het trommelvlies bijna overbelasten.
De componist zelf gaf aan dat het werk is terug te voeren op de composities van Claude Debussy, denk daarbij aan La Mer. Binnen de popmuziek kan een vergelijking gemaakt worden met de experimentele elektronische muziek van Tangerine Dream (album Zeit) en Klaus Schulze, voordat zij met sequencers hun muziek een ritme gaven.

## Première
De première werd gegeven door het Orchestre philharmonique de Radio France; dirigent was David Robertson. Plaats van uitvoering was Parijs. Opdrachtgever voor het werk was Radio France.

## Bron
- Uitgave Kairos; Ensemble S; Paulo Alvares, Benjamin Kobler (synths); WDR Sinfonieorchester o.l.v. Emilio Pomárico